# Историјско друштво Бач-бодрошке Жупаније
Историјско друштво Бач-бодрошке Жупаније је историјско друштво које је основано 1883. године у Сомбору.

## Историја
Током 1880. године јављају се прве иницијативе за формирање Историјског друштва, залагањем Едена Дудаша, Ђерђа Радича, Иштвана Ивањија, Фриђеш Штелцера, Тивадара Варошија, Ђуле Декера, Иштвана Лајоша Молнара, Вилмоша Донословича, Еде Маргалића, Ендре Шмауса, Беле Шандора и Ференца Цирфуса.  
Одлука о формирању Историјског друштва у Сомбору донета је 22. августа 1882. године и које би имало задатак да на основу докумената прикаже прошлост Сомбора и Бачко-бодрошке жупаније. Позив за формирање Историјског друштва који је изашао у листу Бачка потписао је Еде Маргалић.
Оснивачка скупштина Историјског друштва Бач-бодрошке жупаније са седиштем у Сомбору је одржана 11. маја 1883. године. Скупштином је председавао Ендре Шмаус. На истој скупштини усвојен је нацрт правила Друштва које је израдио професор Еде Маргалић, и изабрано је  руководство.
Министарство Унутрашњих дела, одлуком од 21. марта 1884. године, потврдило је предложена правила од стране Друштва.
Историјско друштво је активно радило све до 1916. године, када је његов најсавеснији и најзаслужнији члан Калман Губица умро. У наредном периоду се тадашњи секретар Карољ Тренчењи, у то време професор Трговачке академије, бавио само друштвеном администарцијом док стручног рада више није било.
Пензионисани професор Универзитета Еде Маргалић, на молбу Симе Тепавице, Јулија Брајера и Ђорђа Антића, 25. априла 1936. године, сазива Скупштину ради оснивања новог Историјског друштва, које би било правни наследник разрешеног Друштва. Скупштина је одржана, и ново Друштво је основано под именом Историјско друштво у Сомбору. За председника Друштва је изабран Радивој Симоновић.

### Руководство друштва
На оснивачкој скупштини  за председника Друштва је изабран Ендре Шмаус, за потпредседника Иштван Ивањи, за првог секретара Еде Маргалић, за другог секретара Тивадар Вароши, за благајника Шимон Шилер, за адвоката Ласло Козма, а за чувара збирке Ђула Бибер.

### Циљеви и активности друштва
Циљ Друштва је био да ради на прикупљању и сређивању старина путем ископавања, поклона или куповином за потребе Музеја у оснивању. Планиране су следеће музејске збирке: нумизматичка и збирка медаља; археолошка збирка; збирка докумената, печата и грбова; збирка штампаних књига, рукописа и монографија; збирка расправа и географских карата које се односе на историју Жупаније; збирку листова, летака и других штампаних ствари. На постављању збирке радили су Јанош Шверер и Габор Гросшмид.

## Издавачка делатност Друштва
Историјско друштво Бач-бодрошке жупаније је издавало Годишњак историјског друштва Бач-Бодрошке Жупаније од од 5. фебруара 1885. до 1918. У том периоду је издато 120 свезака.